# Kenda-Spinergy/Saison 2009
Dieser Artikel listet Erfolge und Mannschaft des Radsportteams Kenda-Spinergy in der Saison 2009 auf.

## Mannschaft
| Name                        | Geburtstag        | Nationalität       | Team 2008                  |
| --------------------------- | ----------------- | ------------------ | -------------------------- |
| Chad Burdzilauskas          | 9. Juni 1978      | Vereinigte Staaten | Neoprofi                   |
| Jamie Gandara               | 29. Juni 1982     | Vereinigte Staaten | Neoprofi                   |
| Rich Harper (ab 01.08.)     | 29. Juni 1977     | Vereinigte Staaten | Neoprofi                   |
| Remi McManus                | 15. Mai 1975      | Vereinigte Staaten | Neoprofi                   |
| Jonathan Parrish            | 19. Oktober 1984  | Vereinigte Staaten | Neoprofi                   |
| Ben Renkema                 | 16. März 1987     | Kanada             | Neoprofi                   |
| Jake Rytlewski              | 7. Dezember 1982  | Vereinigte Staaten | Rite Aid-Shebell & Shebell |
| Justin Spinelli (ab 30.06.) | 31. August 1979   | Vereinigte Staaten | DLP Racing                 |
| Tyler Stanfield             | 17. Oktober 1982  | Vereinigte Staaten | Neoprofi                   |
| Russell Stevenson           | 1. Februar 1976   | Vereinigte Staaten | Neoprofi                   |
| Tim Swain                   | 3. November 1982  | Vereinigte Staaten | Neoprofi                   |
| Bennet Van der Genugte      | 10. November 1984 | Vereinigte Staaten | Neoprofi                   |
| Scottie Weiss               | 8. September 1971 | Vereinigte Staaten | Toshiba-Santo              |
| Matt Winstead               | 19. August 1981   | Vereinigte Staaten | Neoprofi                   |
| Stagiaires                  | Stagiaires        | Nationalität       | Nationalität               |
| Chris Monteleone            | Chris Monteleone  | Vereinigte Staaten |                            |